# Inam Inchenahalli, Chik Ballapur
Inam Inchenahalli là một làng thuộc tehsil Chik Ballapur, huyện Kolar, bang Karnataka, Ấn Độ.